# Plaquette (kunst)

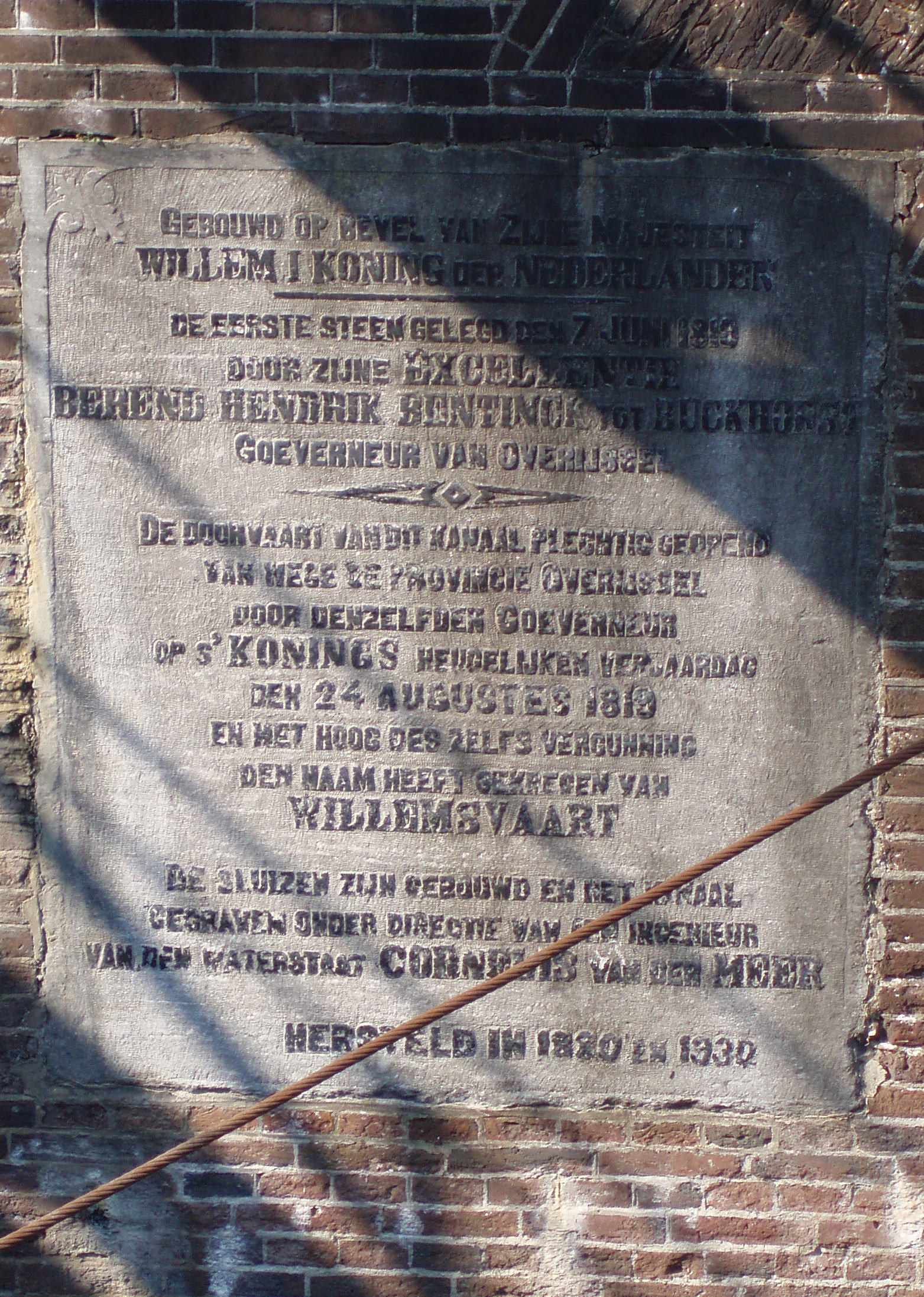
Een plaquette ter herinnering aan de opening van de Willemsvaart in Zwolle

Een plaquette, plaque of plaket is een afbeelding of tekst in ondiep reliëf op een platte beelddrager.
Een plaquette kan bijvoorbeeld zijn aangebracht aan een gedenkteken of aan een gevel als gevelsteen, ter herinnering aan de geschiedenis van het bouwwerk, een historisch feit of een speciale gebeurtenis, zoals de legging van een eerste steen. Vaak worden ze aangebracht op de gevel van monumenten. Wanneer een plaquette is gemaakt ter nagedachtenis aan overledene(n) is de plaquette een gedenkplaat.
Hoewel de ondergrond plat is, zijn gedeeltes van de afbeelding, zoals de belijning, de letters of decoratieve elementen verhoogd of verdiept. Een plaquette kan gemaakt zijn van hout, steen, metaal of kunststof, waarin het schrift of de afbeelding wordt geslagen of gefreesd. Ook kan een plaquette aangemaakt zijn als plastiek en vervolgens afgegoten in een edelmetaal zoals brons.
In oude gebouwen is een plaque vaak een uit steen gebeeldhouwd reliëf, ingemetseld in een muur, met een tekst of een beeltenis. Andere gebeurtenissen worden herinnerd met een plaquette van gegoten brons, bevestigd aan een muur of hek. Een goedkopere versie is een plaquette van hout met geschilderde letters.

## Afbeeldingen

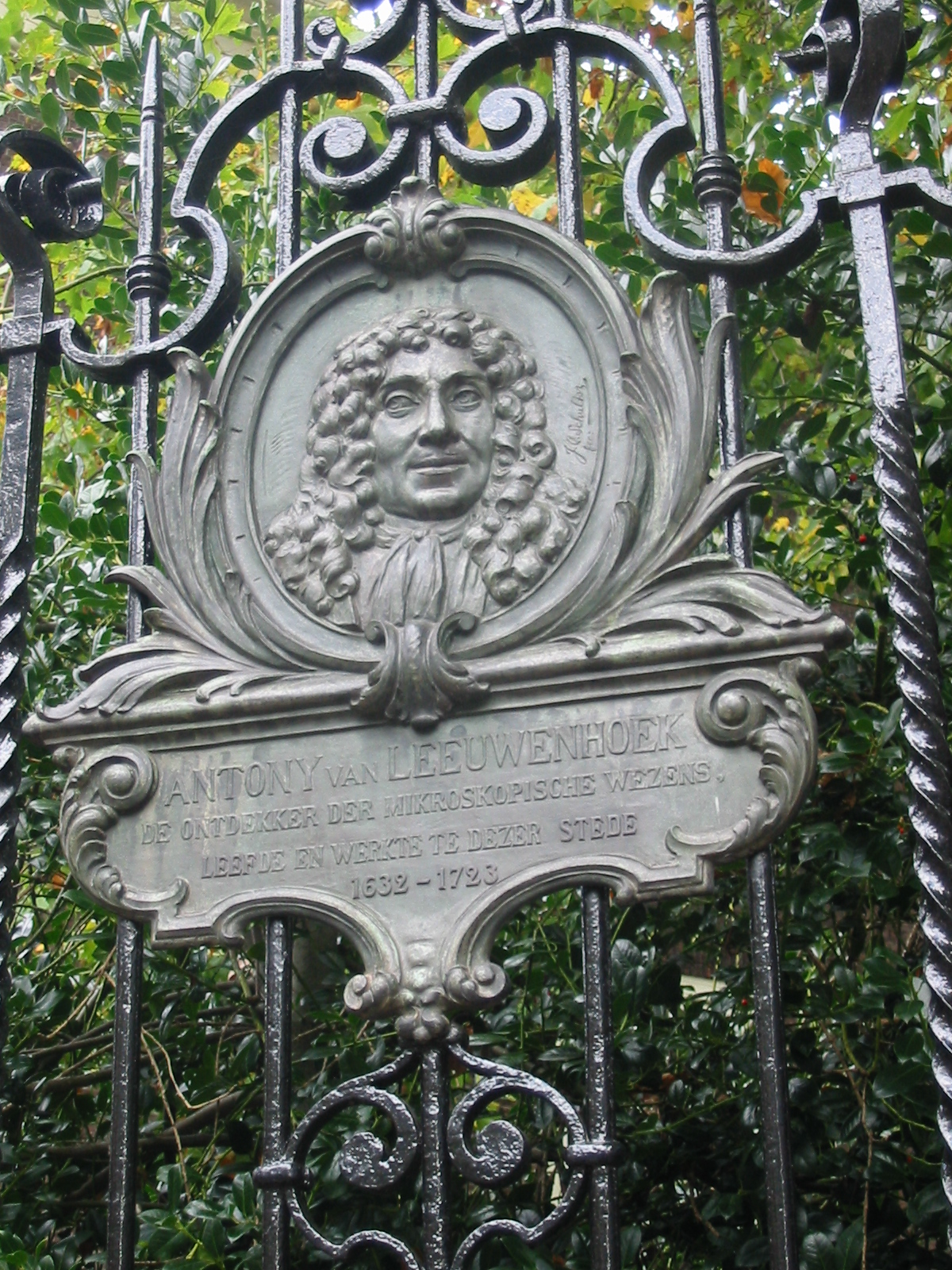
Plaquette met informatie over Antoni van Leeuwenhoek, aan een hek op de hoek van Oude Delft en Boterbrug, Delft
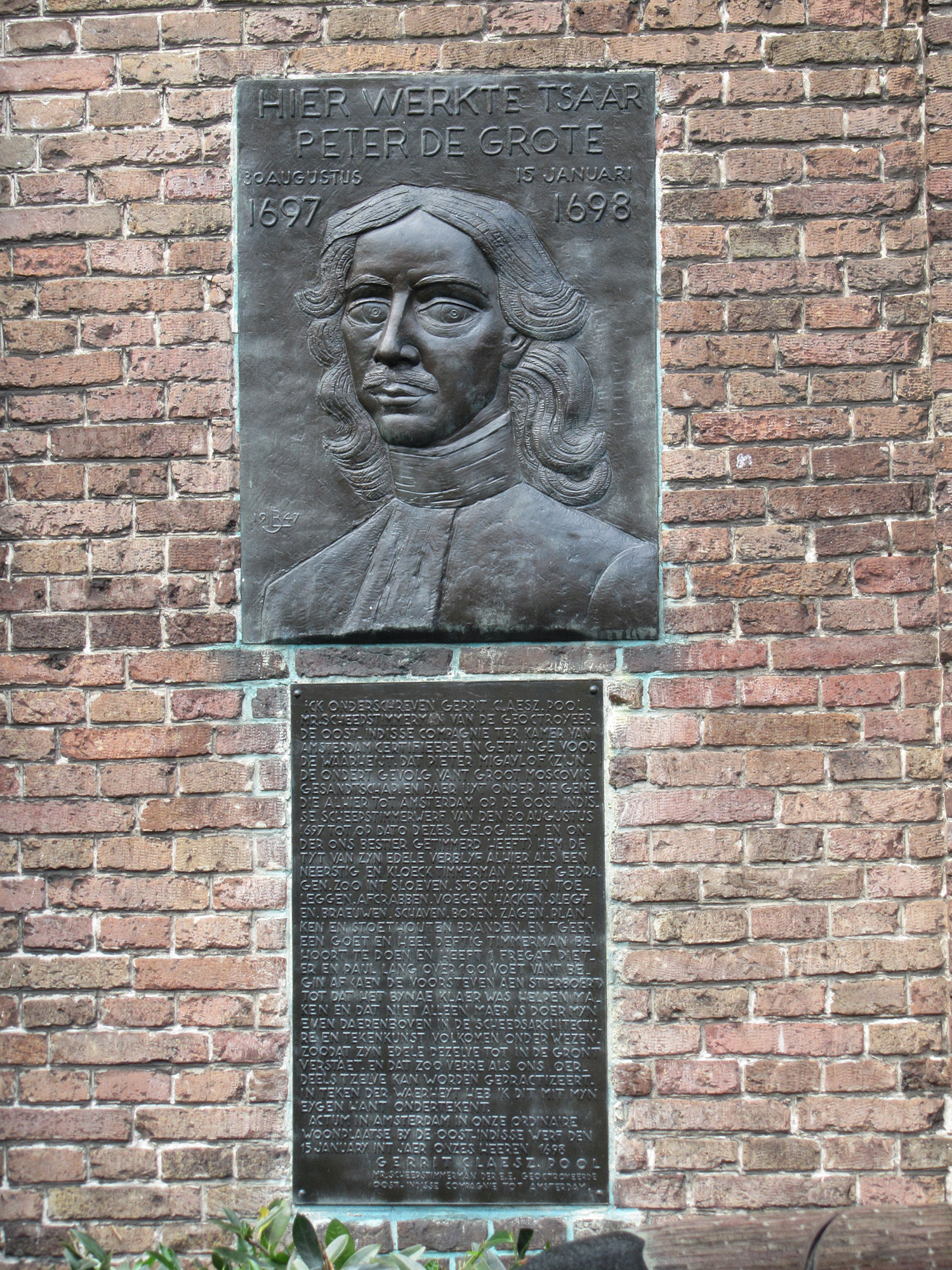
Gedenkplaat in Amsterdam
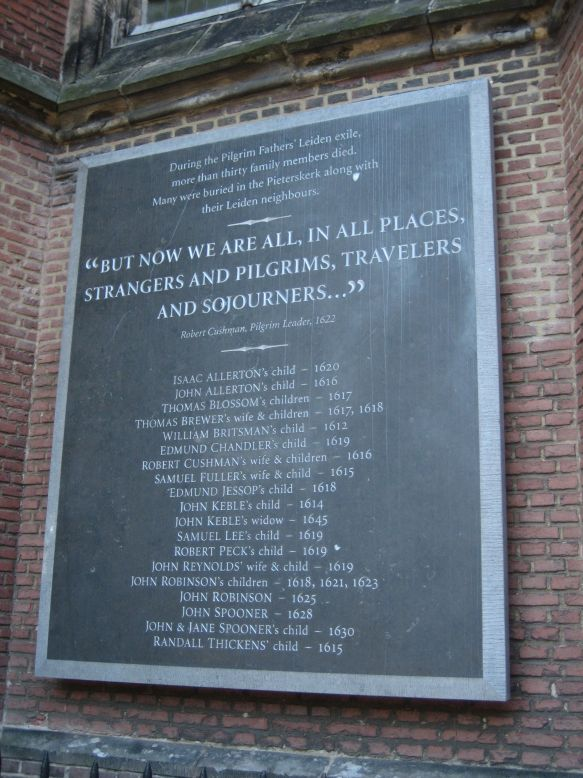
Plaquette in Leiden (Pilgrim Fathers)
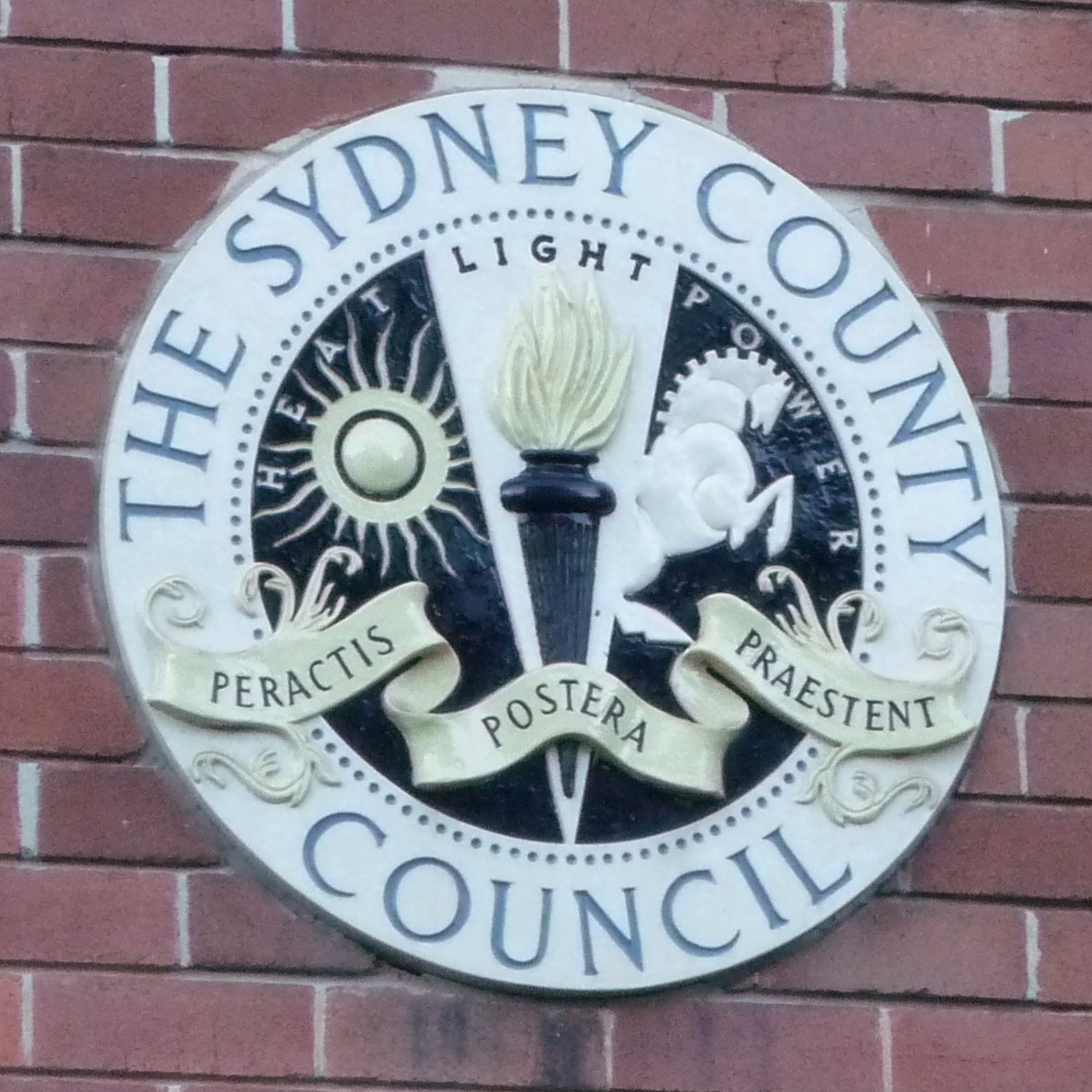
Plaquette in Sydney
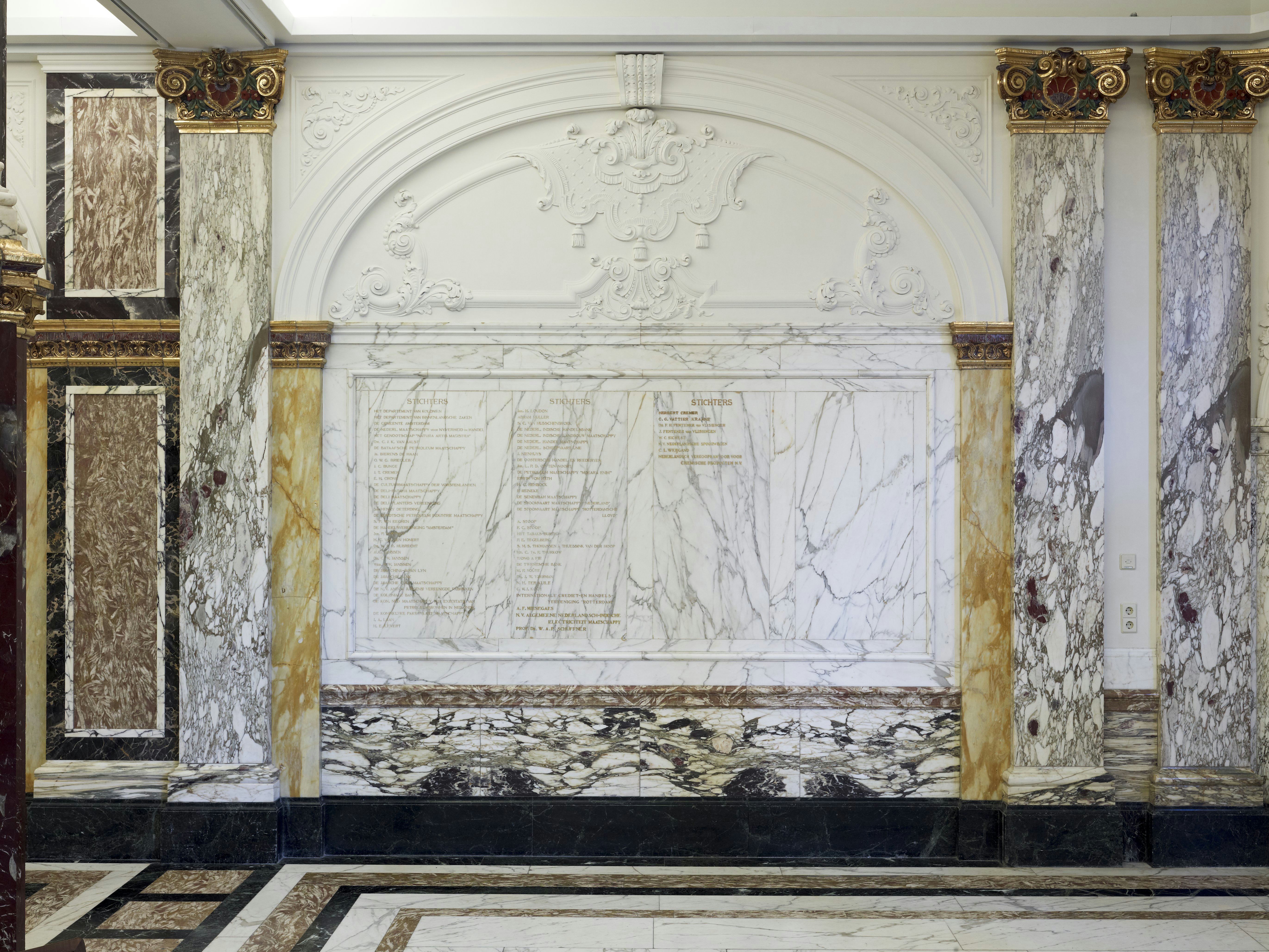
Plaquette in het KIT Amsterdam, met de namen van de financiers van het gebouw in de marmerbekleding (ca. 1920)